# Forsholms län
Forsholms län var ett slottslän i norra delen av landskapet Västergötland för borgen Forsholm. Det nämns under drottning Margaretas regeringstid (1389-1412) och slogs troligen samman med Axevalla län kanske redan mot 1300-talets slut.
Länet omtalas bland Bo Jonsson (Grip)s förläningar och bestod troligen av Kinne och möjligen även Kållands härad.  